# Hart(z) IV
Hart(z) IV ist das zweite Soloalbum des deutschen Rappers Eko Fresh. Es erschien am 23. Juni 2006 über die Labels Subword, Sony BMG und German Dream als Standard- und Limited-Edition.

## Produktion
Ein Großteil des Albums wurde von dem Musikproduzent Kingsize produziert, der elf Beats beisteuerte. Jeweils vier Produktionen stammen von DJ Sess und DJ Rocky. Weitere Lieder wurden von dem Produzenten-Duo Beatlefield sowie von Sti, Triple-D, Thai und Zero produziert.

## Covergestaltung
Das Albumcover zeigt den gold-schwarzen Schriftzug Hart(z) IV auf schwarzem Untergrund. Links im Bild sind Blutflecken zu sehen und oben links befindet sich der Schriftzug Eko Fresh in Gold-Schwarz.

## Gastbeiträge
Auf elf Liedern des Albums treten neben Eko Fresh andere Künstler in Erscheinung. So ist der Rapper Bushido am Song Gheddo beteiligt, während der Sänger G-Style auf Ek Is Back zu hören ist. Das Rap-Duo La Honda hat einen Gastauftritt beim Track Westside, und der Kölner Rapper SD unterstützt Eko Fresh auf Kings of Cologne. Der türkische Sänger Ayas Kapli und der Rapper Killa Hakan sind auf dem Lied Bazen vertreten, während Stenzgang eine Zusammenarbeit mit den Rappern Hakan Abi, Kingsize und Summer Cem darstellt. Das Stück Ruhe vor dem Sturm ist eine Kollaboration mit Eko Freshs Rapgruppe Anti Garanti. Bei Wir sind Soldier, Homie ist der Rapper Kay One vertreten, und auf dem Titel Ihr werdet uns nicht los arbeitet Eko Fresh mit dem Rapper Saad zusammen. Zudem hat der Rapper Capkekz einen Gastbeitrag auf Das ist mein Viertel, und die Sängerin Billy ist auf dem Track Noch einmal vertreten.

## Titelliste
| #      | Titel                              | Gastbeiträge                    | Produzent         | Länge |
| ------ | ---------------------------------- | ------------------------------- | ----------------- | ----- |
| 1      | Intro                              |                                 | Kingsize          | 2:29  |
| 2      | Ruhe vor dem Sturm                 | Anti Garanti                    | Kingsize          | 3:49  |
| 3      | Der Don 2                          |                                 | DJ Rocky          | 4:28  |
| 4      | Hartz IV                           |                                 | Kingsize          | 3:58  |
| 5      | Gheddo                             | Bushido                         | Kingsize          | 3:49  |
| 6      | Kings of Cologne                   | SD                              | Sti               | 4:33  |
| 7      | Darauf kannst du Gift nehmen       |                                 | Beatlefield       | 3:59  |
| 8      | Was kann ich dafür                 |                                 | DJ Rocky          | 2:57  |
| 9      | Bazen                              | Killa Hakan, Ayas Kapli         | DJ Sess           | 3:41  |
| 10     | Ek Is Back                         | G-Style                         | Triple-D          | 3:45  |
| 11     | Stenzgang                          | Hakan Abi, Kingsize, Summer Cem | Kingsize          | 5:16  |
| 12     | Fackeln im Sturm                   |                                 | DJ Rocky          | 4:16  |
| 13     | Wir sind Soldier, Homie            | Kay One                         | Kingsize          | 4:36  |
| 14     | Westside                           | La Honda                        | Thai, Zero        | 3:44  |
| 15     | Noch einmal                        | Billy                           | Kingsize          | 3:49  |
| 16     | Skit                               |                                 | DJ Sess           | 1:00  |
| 17     | Ihr werdet uns nicht los           | Saad                            | DJ Sess, Kingsize | 4:09  |
| 18     | Der Rest ist Geschichte            |                                 | Kingsize          | 3:33  |
| 19     | Das ist mein Viertel               | Capkekz                         | DJ Rocky          | 3:56  |
| 20 (*) | Bitanem (meine türkische Freundin) |                                 | DJ Sess           | 3:28  |
| 21 (*) | Türkenpimmel                       |                                 | Kingsize          | 3:19  |
| 22     | Outro                              |                                 | Kingsize          | 0:19  |

(*) Titel 20 und 21 sind nur auf der Limited-Edition enthalten.

## Chartplatzierungen und Singles
Hart(z) IV stieg am 7. Juli 2006 auf Platz 24 in die deutschen Albumcharts ein und belegte in den folgenden Wochen die Ränge 47 und 60. Insgesamt konnte es sich acht Wochen in den Top 100 halten. In Österreich erreichte das Album Position 70, während es in der Schweiz die Charts verpasste.
Als erste Single wurde am 2. Juni 2006 der Song Gheddo veröffentlicht, auf dem auch der Rapper Bushido vertreten ist. Die Auskopplung erreichte Platz 15 in den deutschen Charts. Die zweite Single Ek Is Back erschien am 18. August 2006 und belegte Rang 32 der Charts.

## Rezeption
| Professionelle Bewertungen | Professionelle Bewertungen |
| -------------------------- | -------------------------- |
| Kritiken                   |                            |
| Quelle                     | Bewertung                  |
| laut.de                    | [ 4 ]                      |

Philipp Gässlein von laut.de bewertete das Album mit drei von möglichen fünf Punkten. Es würde eine mitreißende Atmosphäre aufbauen, zu der „die Beats ihren Anteil“ beitrügen. Bei „Thematik, Reimschemata und Humor“ sei „der Einfluss des ehemaligen Mentors Kool Savas allgegenwärtig“. Besonders die Single Gheddo wird positiv bewertet. Allerdings überzeuge Eko Fresh auf Albumlänge lyrisch nicht immer.